# Länsväg W 604
Länsväg W 604 är en övrig länsväg i Ludvika kommun, Dalarnas län. Vägen är cirka 16 km lång och går från Grängesberg (riksväg 50) i söder via Björnhyttan och Saxdalen till Sunnansjö och länsväg 245 i norr.